# Atlantická hurikánová sezóna 2008

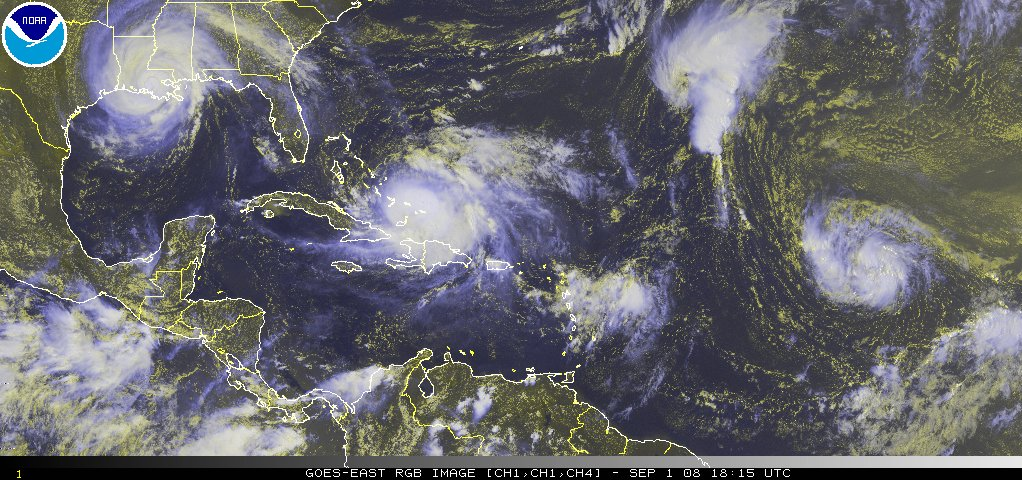
1. září - sezóna v plném proudu: Hurikán Gustav na pobřeží Louisiany, hurikán Hanna nad Bahamami a tropická bouře Ike nad širým Atlantikem.

Atlantická hurikánová sezóna (oficiálně 1. červen - 30. listopad) začala v roce 2008 o den dříve, zásluhou tropické bouře Arthur, která krátce existovala při jižní hranici Yucatánu. Do 6. listopadu vyprodukovala 17 tropických cyklón, z toho 8 přeroslo v hurikány, z toho 5 ve velké. Velice špatně dopadlo Haiti, které v průběhu srpna a září strašlivým způsobem zdevastovaly tři hurikány a jedna tropická bouře, značné škody utrpěly též Turks a Caicos, Kuba a Texas s Louisianou.

## Události
- tropická bouře Arthur (31. květen - 2. červen)
- hurikán Bertha (3. červenec - 20. červenec, 3. kategorie)
- tropická bouře Cristobal (19. červenec - 23. červenec)
- hurikán Dolly (20. červenec - 25. červenec, 2. kategorie)
- tropická bouře Edouard (3. srpen - 5. srpen)
- tropická bouře Fay (15. srpen - 26. srpen)
- hurikán Gustav (25. srpen - 2. září, 4. kategorie)
- hurikán Hanna (28. srpen - 7. září, 1. kategorie)
- hurikán Ike (1. září - 14. září, 4. kategorie, enormní rozsah)
- tropická bouře Josephine (2. září - 6. září)
- hurikán Kyle (25. září - 29. září, 1. kategorie)
- tropická bouře Laura (29. září - 1. října)
- tropická bouře Marco (6. října - 8. října)
- tropická bouře Nana (12. října - 14. října)
- hurikán Omar (13. října - 18. října, 3. kategorie)
- tropická tlaková níže 16 (14. října - 16. října)
- hurikán Paloma (5. listopadu - 10. listopadu, 4. kategorie)